# 普斯罗
普斯罗（Phusro），是印度贾坎德邦Bokaro县的一个城镇。总人口83463（2001年）。

## 人口
该地2001年总人口83463人，其中男性44883人，女性38580人；0—6岁人口12448人，其中男6422人，女6026人；识字率62.95%，其中男性为72.23%，女性为52.16%。